# Соповка
Соповка (укр. Сопівка) — река на Украине, в пределах Коломыйского района Ивано-Франковской области. Левый приток реки Лючка (бассейн Дуная).

## Описание
Длина реки 24 км, площадь водосборного бассейна 140 км². Уклон реки 13 м/км. Река в верхнем и среднем течении — типично горная, с быстрым течением, каменистым дном и узкой долиной. В низовьях приобретает черты равнинной реки. Русло слабоизвилистое.

## Месторасположение
Берёт начало западнее села Слобода, между горами северной части Покутско-Буковинских Карпат. Течёт сначала на восток, далее на северо-восток, в нижней части — на восток и на юго-восток. Впадает в Лючку в северо-восточной части села Нижний Вербиж.

## Притоки
Наибольший приток — Ключевка (правый).

## Населённые пункты
На реке расположены посёлок городского типа Печенежин, сёла Слобода, Рунгуры, Сопов, Нижний Вербиж.